# Basta così (Pierdavide Carone)
a che serve mentire ancora, no,

me ne vado perciò.»
Basta così è il secondo estratto dell'album Nanì e altri racconti di Pierdavide Carone. La canzone, scritta interamente dallo stesso Carone, è il settimo singolo del cantautore.

## Il brano
Il brano tratta di una storia d'amore che si conclude definitivamente. Esso è stato presentato in occasione della fase serale dell'undicesima edizione del programma televisivo Amici di Maria De Filippi al quale il cantautore ha preso parte nella categoria big. Inoltre, nel corso della trasmissione, Basta così è stata eseguita anche in duetto col cantante Valerio Scanu.
Il videoclip del singolo è stato pubblicato in anteprima su Video Mediaset il 13 aprile 2012. Questo è stato diretto da Gabriel Zagni e girato tra le città di Roma e Milano.

## Tracce
Testi e musiche di Pierdavide Carone.
1. Basta così – 3:52

## Classifiche
| Classifica (2012) | Posizione massima |
| ----------------- | ----------------- |
| Italia            | 30                |